# Ipoteza Riemann

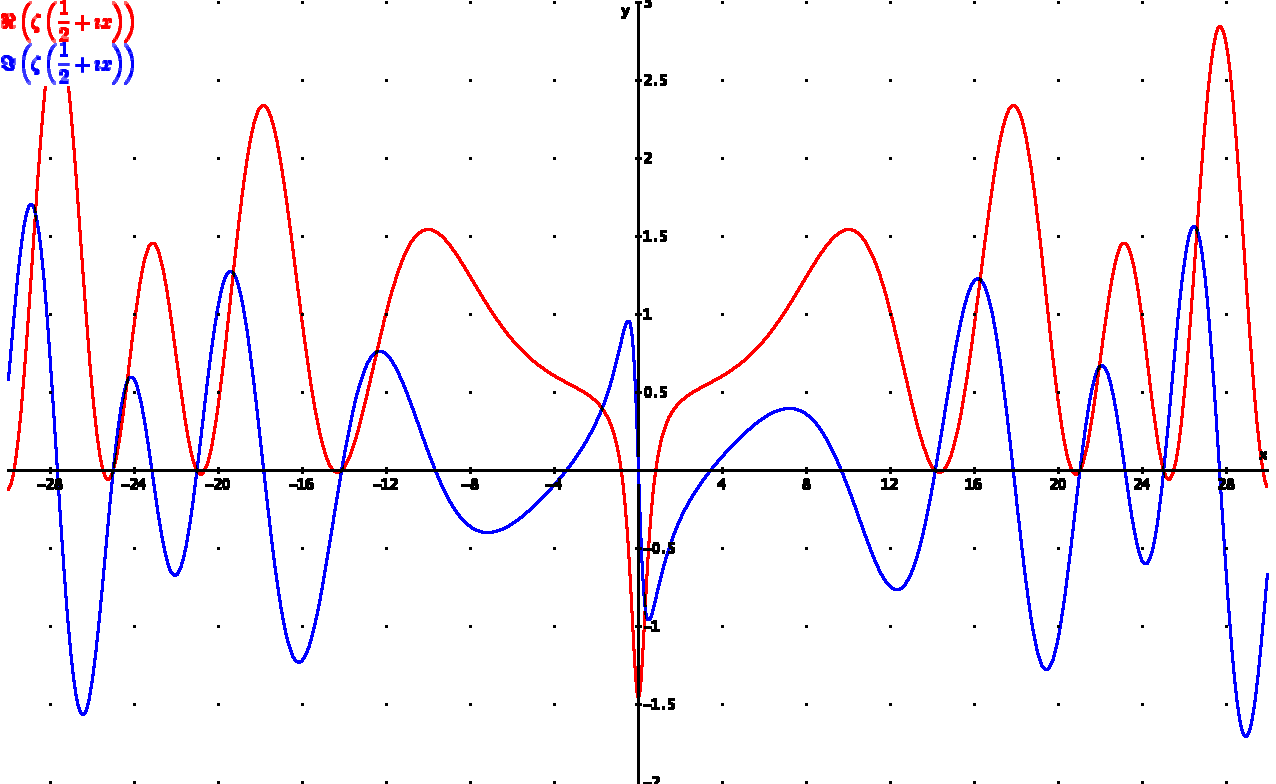
Partea reală (roșu) și partea imaginară (albastru) a funcției zeta Riemann de-a lungul dreptei critice Re(s) = 1/2. Se observă primele rădăcini netriviale la Im(s) = ±14.135, ±21.022 și ±25.011.

Un graf al valorilor funcției zeta, adică, Re(zeta) funcție de Im(zeta), de-a lungul dreptei critice s = it + 1/2, cu t de la 0 la 34

Ipoteza Riemann, formulată pentru prima oară de Bernhard Riemann în 1859, este una din cele mai celebre și mai importante probleme nerezolvate din matematică. A rămas o întrebare deschisă timp de aproape 150 de ani, deși rezolvarea ei a atras eforturile concentrate ale multor matematicieni. Spre deosebire de alte probleme celebre, este mai atractivă pentru profesioniștii domeniului decât pentru amatori.
Ipoteza Riemann (IR) este o conjectură privitoare la distribuția zerourilor funcției zeta Riemann ζ(s). Funcția zeta Riemann se definește pentru toate numerele complexe s ≠ 1. Aceasta ia valori reale, pentru orice numar > 1 (suma seriei, prin care este definita, fiind infinit, pentru orice numar <=1). Ipoteza Riemann privește rădăcinile netriviale și afirmă că:
Partea reală a oricărei rădăcini netriviale a funcției zeta Riemann este {\displaystyle {\frac {1}{2}}}.
Deci zerourile netriviale ar trebui să se afle toate pe așa-numita dreaptă critică {\displaystyle {\frac {1}{2}}+it} cu t număr real și i unitatea imaginară. Funcția zeta Riemann pe dreapta critică este studiată uneori în termenii funcției Z, ale cărei rădăcini corespund cu rădăcinile funcției zeta de pe dreapta critică.
Ipoteza Riemann este una din cele mai importante probleme din matematica contemporană, în principal pentru că s-a demonstrat că un mare număr de alte rezultate importante sunt adevărate dacă ipoteza Riemann este adevărată. Majoritatea matematicienilor cred că ipoteza Riemann este adevărată. (J. E. Littlewood și Atle Selberg sunt sceptici. Scepticismul lui Selberg, rezultă din tinerețea sa. Într-o lucrare din 1989, el a sugerat că există o clasă mai largă de funcții, clasa Selberg, pentru care această ipoteză este valabilă.) A fost oferit un premiu de 1.000.000 de dolari de către Institutul Matematic Clay pentru prima demonstrație corectă.